# Église Saint-Pierre-aux-Liens de Six-Fours-les-Plages
Pour les articles homonymes, voir Église Saint-Pierre-aux-liens.
L'église Saint-Pierre-aux-Liens de Six-Fours-les-Plages est une ancienne collégiale située à Six-Fours-les-Plages (Var).

## Histoire
La collégiale Saint-Pierre-aux-Liens de Six-Fours, classée au titre des monuments historiques en 1840, est le seul édifice restant de l'ancien village de Six-Fours qui fut abandonné par sa population quand l'autorité militaire décida de le raser pour y construire un fort dont les travaux commencèrent en février 1874 et furent terminés en 1879. Cette église est composée d'une construction romane orientée est-ouest sur laquelle est venue se greffer au XVIIe siècle un édifie néo-gothique orienté nord-sud. La paroisse est confiée depuis 2006 aux pères serviteurs de Jésus-Sauveur, assistés des sœurs du même institut.

### Partie romane
La partie romane, sud de l'église actuelle, a été construite au XIIe siècle. Derrière la façade ouest de cette partie romane se trouve dans le sous-sol une citerne destinée à recevoir les eaux pluviales, le site étant dépourvu de source. Il ne peut s'agir en aucun cas d'un sanctuaire primitif remontant au Ve siècle.

### Partie gothique
À la fin du XVe siècle, l'église romane devenait trop petite pour recevoir la population du village qui avait fortement augmenté. La communauté de Six-Fours décide alors de faire agrandir l'église suivant le projet de l'architecte Guillaume Borelli de Marseille, qui prévoyait la construction d'une nouvelle église orientée nord-sud s'encastrant dans l'église romane, ce qui nécessitait la destruction de son collatéral nord. La première pierre est posée en 1608 et la première messe est célébrée le 10 mars 1614. Cette église est consacrée le 5 juin 1634 par l'évêque de Toulon, Mgr Auguste de Forbin. Cette consécration est matérialisée, selon le rite catholique, par les douze croix peintes sur les piliers de l'église.
Par délibération du 19 novembre 1648, le conseil de la communauté demande à Alphonse-Louis du Plessis de Richelieu, archevêque de Lyon et abbé de Saint-Victor, d'ériger l'église en collégiale : l'acte est passé le 24 janvier 1650. Le collège comprenait onze chanoines et un doyen. En l'honneur du chapitre, un ensemble de soixante stalles est installé dans le chœur et des orgues sont placées au-dessus de la porte d'entrée.

## Plan de l'église
Légende :
- A : nef gothique.
- B : nef romane.

Plan de l'église.

- C : chapelle Sainte-Marie-Madeleine.
- D : chapelle Sainte-Catherine ou de l'Enfant Jésus.
- E : chapelle Sainte-Philomène.
- F : chapelle Saint-Joseph.
- G : chapelle du Rosaire.
- H : chapelle Sainte-Anne.
- I : chœur.
- J : chapelle du purgatoire.
- K : chapelle Saint-Clair.
- L : chapelle des Carmes.
- M : sacristie.

1. Ludovico Brea, La Vierge à l'Enfant, polyptyque.
2. Guillaume-Ernest Grève, Jésus remettant les clefs du ciel et de la terre à saint Pierre.
3. Stalles.
4. Feraud, Vierge de l'Assomption.
5. La Fuite en Égypte, peinture sur bois.
6. Vierge de l'Assomption, statue en marbre.
7. Saint Clair avec saint Bernard et sainte Théophila, triptyque (XVIe siècle).
8. Saint évêque (1624).
9. Retable du jugement dernier ou des âmes du purgatoire (1628).
10. Prédelle en cinq parties représentant de gauche à droite la résurrection des morts, une âme au purgatoire, une âme au paradis, une âme en enfer et l'enfer.
11. Apothéose de sainte Cécile (fin XVIIe siècle).
12. La Sainte Famille.
13. Descente de croix (1604).
14. Madone du rosaire entourée de quinze médaillons.
15. Vierge et Enfant Jésus avec sainte Anne offrant un petit voilier.
16. Nativité, tableau.
17. Sainte Anne offrant un fruit à l'Enfant Jésus sur les genoux de la Vierge, tableau.

## Intérieur de l'église

### Partie romane
Cette partie de 25 m de long et 15,90 m de large est construite en petit appareil régulier en calcaire d'Évenos. Le plan comprend une nef de 6,30 m de large voûtée en berceau plein cintre débouchant sur une abside plus basse voûtée de même et terminée par un chevet plat. En entrant par la porte principale située au sud, on débouche sous la tribune supportant l'orgue.

#### Chapelle Sainte-Catherine
Cette chapelle (repère D), également appelée chapelle de l'Enfant Jésus, correspond à l'ancien collatéral droit de l'église romane. Elle renferme un autel de forme primitive ainsi qu'une pierre aux armes de Jean Denans, notaire royal à Six-Fours de 1660 à 1714 et auteur d'un manuscrit d’une Histoire de la ville de Six-Fours et de La Seyne déposé aux archives départementales du Var.

#### Chœur
Dans le sous-sol du chœur (repère B), on peut observer un mur semi-circulaire mis au jour par des fouilles effectuées en 1965 par François Jouglas qu'il estimait correspondre à l'abside d'une église primitive qui remonterait au Ve siècle. Cette hypothèse est rejetée par les archéologues actuels qui ne voient dans ce mur qu'une puissante semelle de fondation imposée par la pente et le caractère tourmenté du sous-sol. On peut également observer un autel en calcaire bleu constitué d'un bloc monolithique de 2,08 m de long sur 0,96 m de large et 0,20 m d'épaisseur, pesant 1 250 kg. Cet autel, placé sur un bloc de pierre de 1,50 m de haut, serait du Ve siècle mais, là aussi, rien n'atteste que cet autel soit de cette époque.
Dans une fenêtre obstruée du chevet est placée une statue de saint Paul en bois datée du XVIe siècle. De chaque côté de l'autel, deux alvéoles sont creusés dans le mur. Dans celui du nord étaient déposés le pain et le vin ; il y a été placé une statuette de la Vierge à l'enfant du XVIIe siècle. Dans celui du sud était placée la sainte eucharistie pour les absents et les malades.

#### Chapelle Sainte-Madeleine
Cette chapelle (repère C), ancien collatéral nord de l'église romane, contient un autel identique à celui de la chapelle Sainte-Catherine sur lequel a été placée une statue de sainte Madeleine agenouillée devant une bible et un crâne.

#### Chapelle Sainte-Philomène
Dans cette chapelle (repère E) qui se situe à l'extrémité ouest de la nef romane, se trouve un bassin circulaire de rétention d'eau qui pourrait être, pour certains, les vestiges d'un baptistère. Toutefois ce bassin circulaire a été reconstitué par François Jouglas et son équipe à partir de matériaux récupérés. La margelle de ce bassin qui mesure de 2 m de diamètre est composée de deux matériaux bien différents, d'une part du calcaire gréseux jaune pale de même nature que le calcaire employé pour la construction de l'église gothique, et d'autre part du calcaire gris-bleu identique à celui utilisé pour la construction de l'église romane. Ces dernières pierres pourraient simplement provenir des anciens fonts baptismaux qui se trouvaient contre le mur ouest. Cette reconstitution, abusive pour certains, devrait donc être revue. 

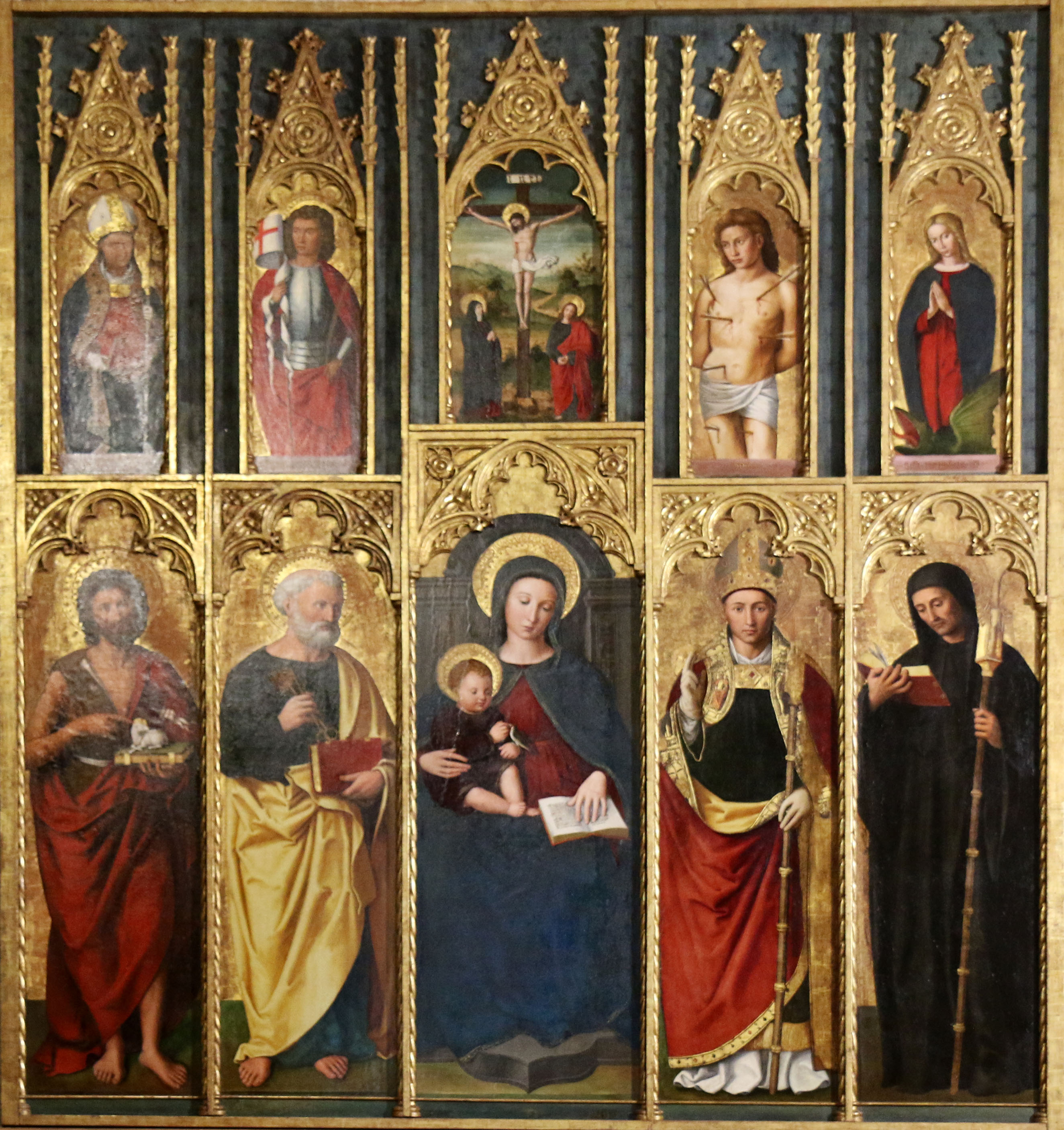
Polyptyque de Ludovico Brea.

Sur le mur ouest est exposé un polyptyque classé monument historique peint par Ludovico Brea, peintre d'origine italienne actif en Ligurie et dans le comté de Nice. Cet ensemble de 2,48 m de haut et de 2,10 m de large a été exécuté entre 1520 et 1523 et se trouvait primitivement dans l'église de Saint-Jean-des-Cottes, qui avait appartenu aux abbés de Saint-Victor et qui sera détruite à la Révolution. Brea a repris la même composition que son retable qui se trouve dans l'église Saint-Jean-Baptiste des Arcs-sur-Argens, exécuté en 1501. Ce polyptyque comporte deux rangées superposées de cinq compartiments dans lesquels sont représentés divers personnages.
Dans les cinq compartiments inférieurs, on trouve de gauche à droite :
- Saint Jean-Baptiste tenant un livre de sa main gauche sur lequel repose un agneau qu'il désigne d'un doigt de sa main droite ;
- Saint Pierre, apôtre patron de Six-Fours, représenté tonsuré avec une barbe blanche et tenant dans sa main droite les deux clefs remises par le Christ : celle du ciel et celle de la terre ;
- La Vierge Marie est représentée dans un compartiment légèrement plus grand que les autres, vêtue d'un manteau bleu sur une robe rouge et tenant avec son bras droit l'enfant Jésus qui a sur sa main gauche un chardonneret. Le thème de la Vierge au chardonneret a été repris par de nombreux artistes dont Raphaël ;
- Saint Honorat dont les reliques ont été transportées en 1391 d'Arles aux îles de Lérins en faisant une halte à Saint-Mandrier[20] ;
- Saint Benoît, vêtu d'une longue robe noire, tient dans sa main gauche une crosse d'abbé et dans sa main droite un livre qu'il lit.

Dans les cinq compartiments supérieurs on trouve de gauche à droite :
- Saint Martin coiffé de sa mitre, revêtu d'un manteau noir galonné d'or sur une tunique rouge tient sa crosse de la main gauche ;
- Saint Victor représenté en soldat romain avec cuirasse et manteau pourpre tient de sa main droite un drapeau blanc avec une croix rouge et de la gauche les palmes de martyr ;
- Le Christ en croix avec à ses pieds la Vierge Marie et saint Jean l'évangéliste ;
- Saint Sébastien le corps percé de flèches avec les mains liées derrière le dos ;
- Sainte Marguerite avec à ses pieds un dragon.

### Partie gothique

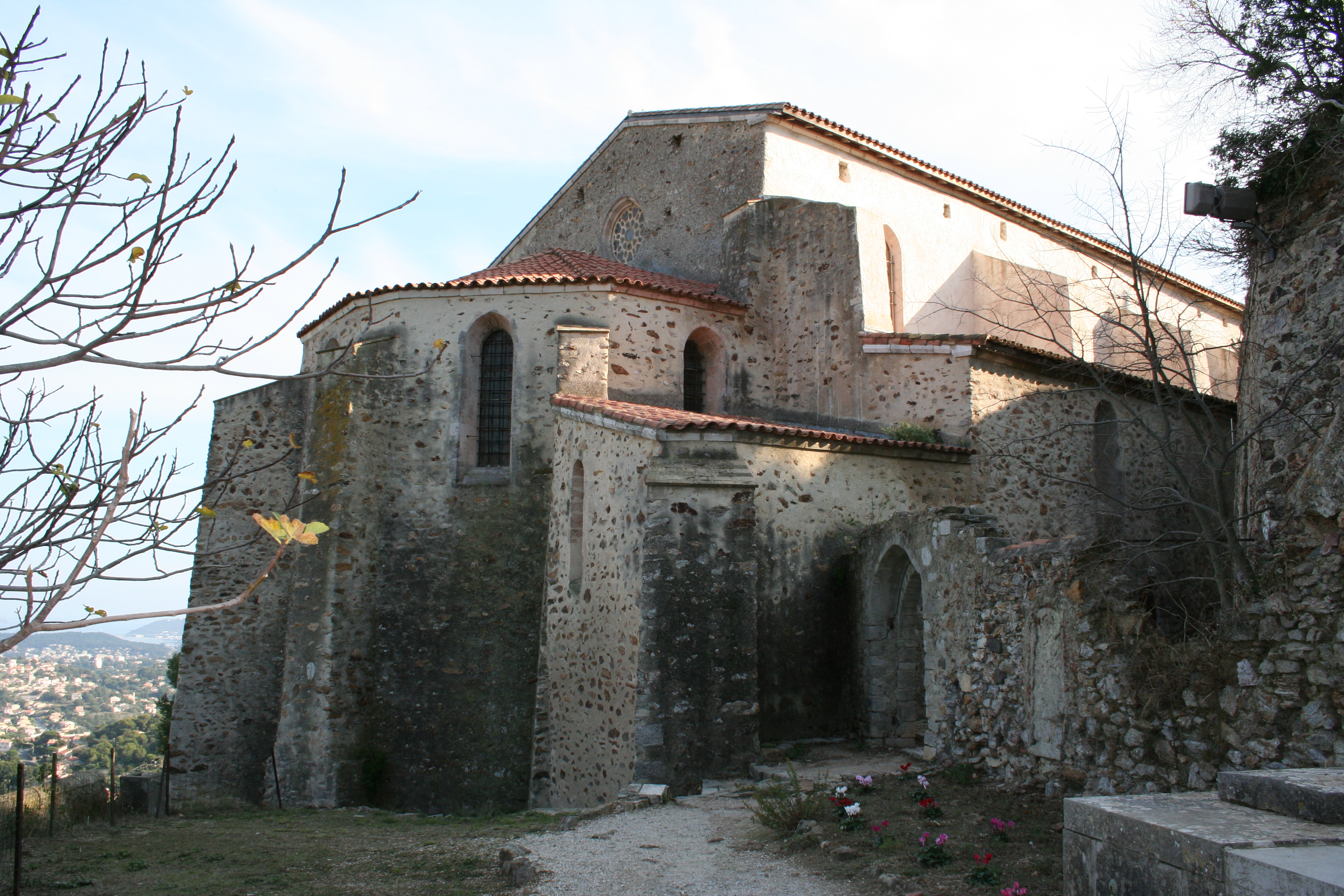
Le chevet et ses contreforts.

L'église gothique est construite perpendiculairement à l'église romane. Elle comporte une nef unique de 9 m de largeur divisée en quatre travées voûtées sur croisées d'ogives et flanquées de chapelles latérales séparées par des murs épais faisant fonction de contrefort. Le chevet pentagonal s'appuie à l'extérieur sur de puissants contreforts d'angles. Cette nouvelle église mesure 37,5 m de long sur 21 m de large pour une hauteur totale de 14,50 m. Elle a été réalisée avec des schistes des environs tandis que les piliers sont en calcaire rose du cap Couronne situé sur le territoire de la commune de Martigues.

#### La nef
La nef (repère A) orientée nord-sud se termine par une abside (repère I) semi-octogonale où se trouve le maître-autel en marbre blanc de la fin du XIXe siècle. Derrière le maître-autel est placé un retable en bois sculpté, polychrome et doré, à deux groupes de trois colonnes réalisé en 1628 par Laurent Lieutaud, maître-tourneur de Six-fours, et Bouchoni, maître-doreur de Marseille. Les colonnes encadrent un tableau (repère 2) classé monument historique et réalisé en 1628 par le peintre allemand Guillaume-Ernest Grève (1580-1639) et représentant Jésus entouré des apôtres remettant à saint Pierre les clefs du ciel et de la terre, et le désignant comme chef de l'Église. Ce tableau a été commandé à l'artiste le 17 novembre 1622 par Jacques Lombard, curé de l'église paroissial de Six-Fours, pour la somme de quatre-vingt écus qui seront entièrement payés le 4 mars 1624.
Sous l'autel, deux caveaux renferment les restes des prêtres et chanoines de la collégiale. Des stalles (repère 3), en noyer réalisées en 1656 et classées monument historique, sont positionnées de chaque côté du chœur.

#### Chapelles situées à l'est
Depuis l'entrée, en se dirigeant vers l'abside, on rencontre successivement sur la droite les trois chapelles des Carmes, de Saint-Clair et du purgatoire.

##### Chapelle des Carmes
Au fond de cette chapelle (repère L), contre le mur est, un autel est surmonté d'un retable du XVIIIe siècle encadré de colonnes surmontées d'un chapiteau corinthien et présentant en son centre un tableau (repère 4), La Vierge de l'Assomption, réalisé par Vincent Féraud vers 1840 ; ce tableau est une copie d'une célèbre toile du peintre espagnol Bartolomé Esteban Murillo (1618-1682). À droite du retable est présentée sur un socle une gloire en bois polychrome du XVIIe siècle.
À gauche, dans une niche du mur nord, est placée une statue (repère 6) en marbre blanc de 1,30 m de haut représentant la Vierge de l'Assomption et classée monument historique. Cette sculpture avait été attribuée à Pierre Puget, mais les ouvrages les plus récents réfutent cette attribution.
Sur la façade sud de cette chapelle est exposée une peinture sur bois d'une Fuite en Égypte (repère 5) du XVIIe siècle : un ange guide un âne sur lequel est assise la Vierge tenant l'enfant Jésus tandis que saint Joseph suit le groupe à pied.

##### Chapelle Saint-Clair

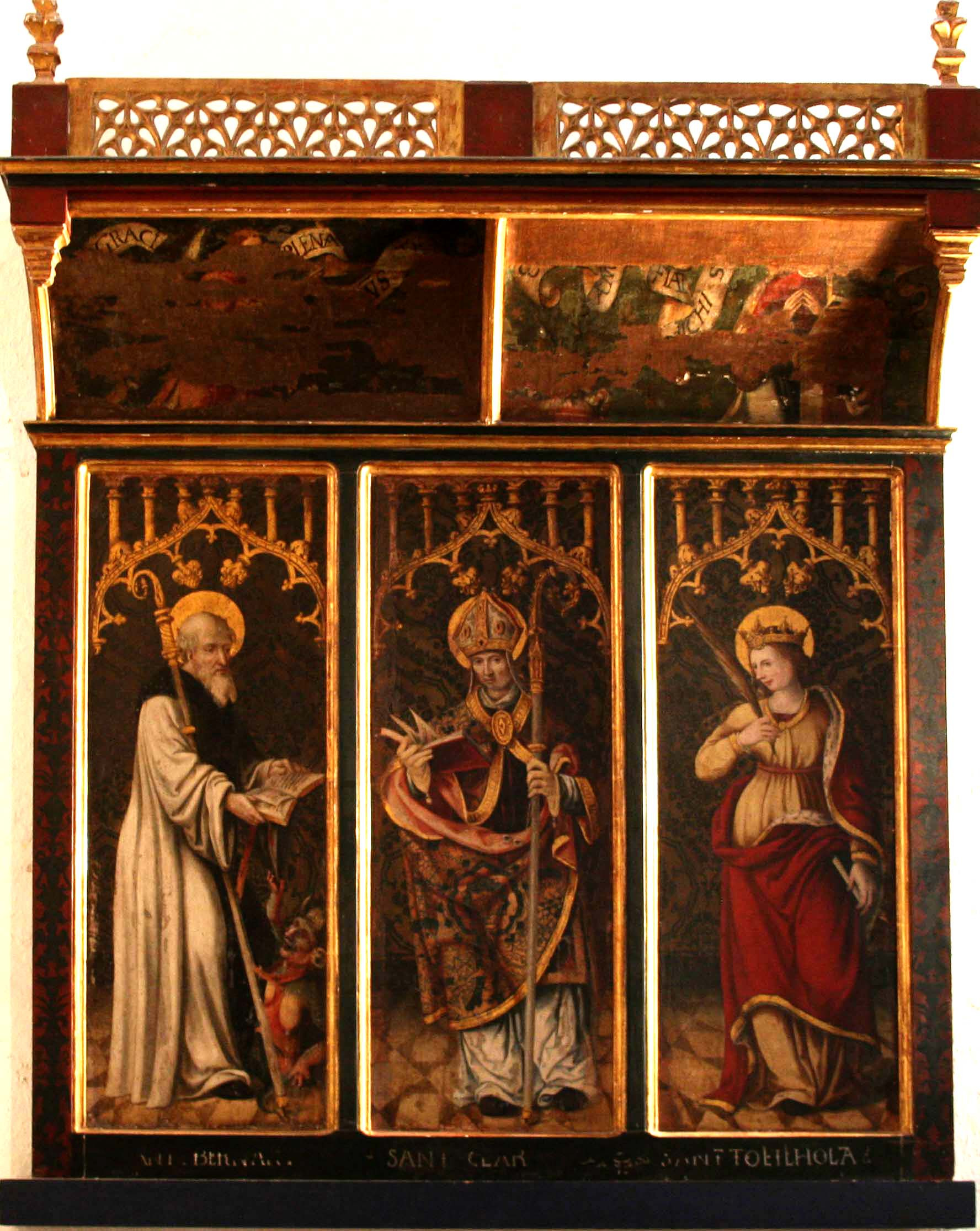
Anonyme, Saint Bernard, saint Clair et sainte Théophila (début du XVIe siècle).

Dans cette chapelle (repère K) est placé contre le mur nord un autel surmonté d'un tabernacle en bois doré de 1719 exécuté par Imbert de Toulon. Derrière l'autel se trouve une retable en bois sculpté, polychrome et doré, avec deux colonnes à chapiteaux doriques encadrant un tableau (repère 8) du XVIIe siècle réalisé par un artiste inconnu et représentant un Saint évêque avec à gauche un saint moine et à droite un saint coiffé d'une couronne qui pourrait être Christine de Bolsena, vierge martyre du IIIe siècle ou sainte Thècle qui a pour attribut des serpents enroulés autour de son bras.
Contre le mur sud est exposé un triptyque anonyme (repère 7) classé monument historique représentant Saint Clair avec saint Bernard et sainte Théophila. Ce retable comprend trois compartiments égaux à fond d'un vert foncé broché d'or, avec dessins d'architecture gothique au sommet, surmontés d'un revers à encorbellement concave pour le protéger de la poussière. Ce revers surmonté d'une galerie ajourée est composé de deux panneaux, en très mauvais état, celui de droite représentant la Vierge et celui de gauche l'Annonciation avec l'ange Gabriel. Au centre du triptyque saint Clair est vêtu en évêque mitré, chasuble avec ornements damassés sur une tunique rouge galonnée d'or et portant des gants jaune clair. Il lit dans un livre ouvert relié de rouge qu'il tient de la main droite et porte de la main gauche la crosse. Sur la bordure dorée de sa cape on remarque la présence de deux yeux car saint Clair est invoqué pour la guérison de maladies oculaires. Il s'agit de saint Clair de Vienne, également appelé saint Clair du Dauphiné, moine dominicain mort vers 660 et très vénéré à Lyon. À gauche du triptyque, saint Bernard revêtu de sa tenue de moine cistercien, robe blanche et scapulaire noir, est représenté barbu, tourné vers la droite. Retenant la crosse sur l'épaule droite, il lit un livre qu'il tient des deux mains. À ses pieds, un démon en forme de monstre à tête humaine et corps de crapaud avec des mamelles d'où perlent des gouttes de lait. À droite du triptyque, sainte Théophila couronnée d'or, vêtue d'une robe jaune clair et d'un manteau rouge doublé d'hermines et galonné d'or, tient de sa main gauche un livre fermé et de sa main droite la palme des martyres. Cette sainte, peu connue, faisait partie d'un groupe de quatre martyres de Nicomédie exécutées en 303 sous le règne de Dioclétien. Des auteurs supposent qu'il pourrait s'agir d'un autre personnage, probablement sainte Thècle, vierge et martyre du Ier siècle.

##### Chapelle dupurgatoire

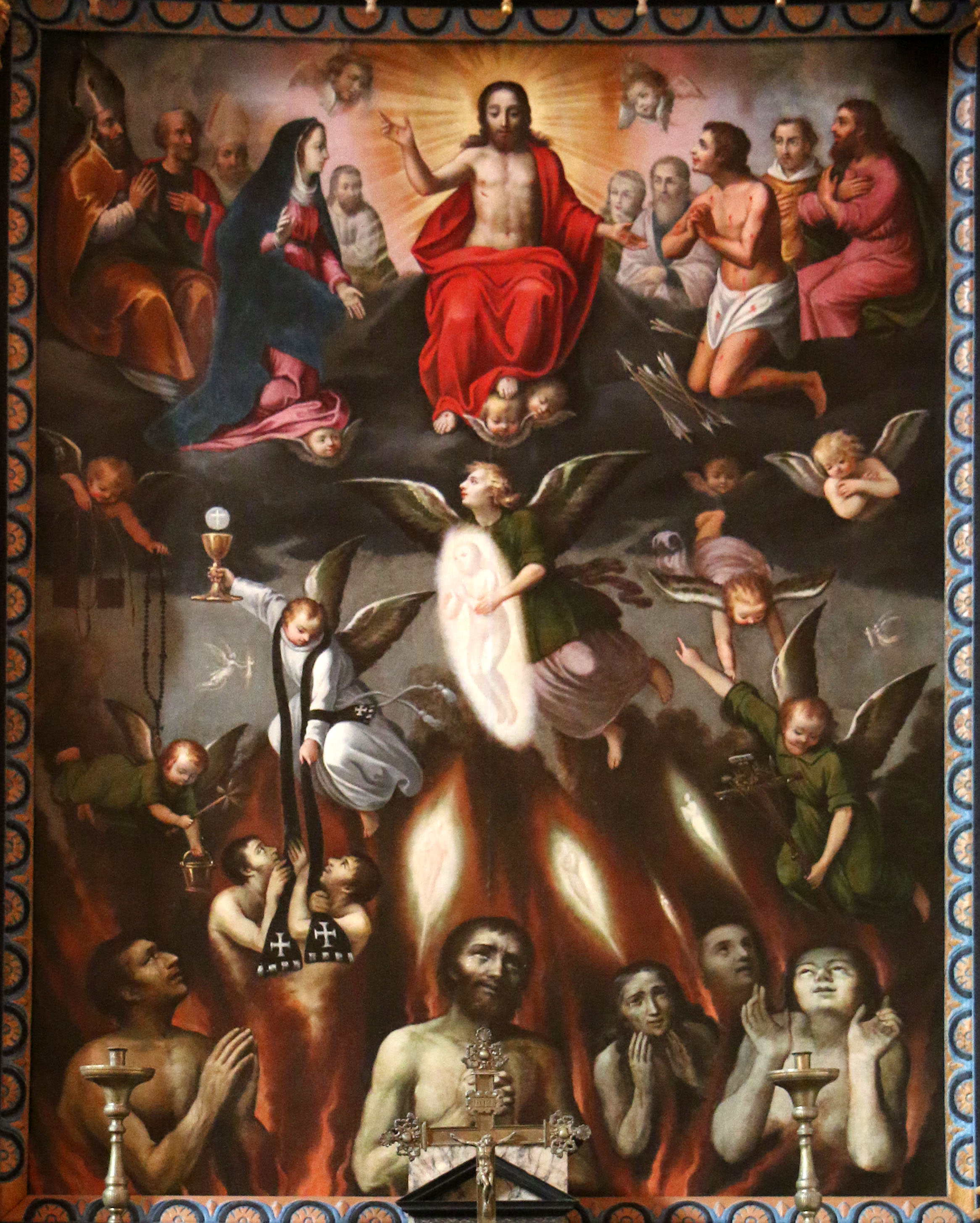
Les âmes du purgatoire par Guillaume-Ernest Grève.

Sur le mur nord de cette chapelle (repère J) est exposé un retable en bois polychrome, classé monument historique, et réalisé en 1628 par Laurent Lieutaud, maître menuisier de Six-Fours. Au centre de ce retable, une toile de Guillaume-Ernest Grève (repère 9) de 2,20 m de haut et 1,90 m de large, exécutée en 1626, représente les âmes du purgatoire avec, dans sa partie supérieure, Jésus-Christ avec à sa droite la Vierge et à sa gauche saint Jean-Baptiste, au niveau inférieur, des hommes et des femmes attendant la rémission de leurs péchés et, au niveau central, des anges allant et venant entre les deux autres niveaux.

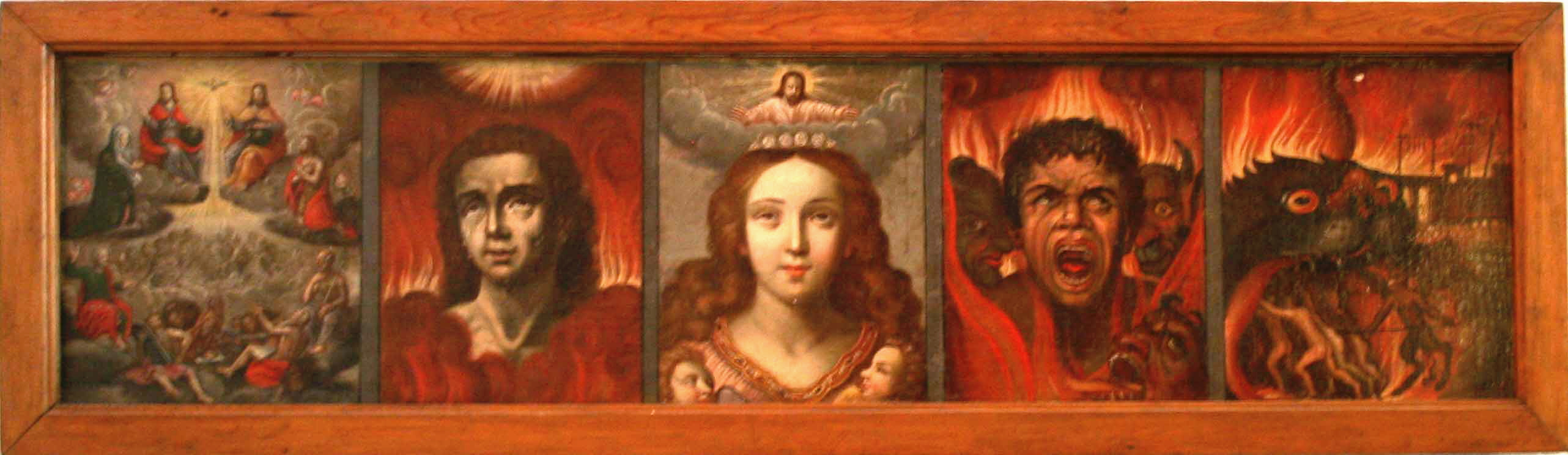
Anonyme, L'Allégorie des joies et des châtiments (XVIIe siècle).

Sur le mur sud est accrochée une prédelle anonyme (repère 10) du XVIIe siècle de 0,45 m de haut et de 1,90 m de long, L'Allégorie des joies et des châtiments, classée monument historique et comportant cinq petits tableaux qui représentent de gauche à droite : la résurrection où les morts se lèvent et sont attendus au niveau supérieur par la Vierge et les saints, la tête d'un homme représentant une âme souffrante et triste, une tête couronnée de roses pour figurer la joie du paradis, une tête grimaçante exprimant les souffrances de l'enfer qui est représenté dans le dernier tableau par la gueule d'un monstre ouverte dans laquelle les démons poussent les damnés.
Sur le mur sont accrochés un buste polychrome de saint Jean Baptiste et un buste reliquaire de sainte Barbe daté de 1740. Cette chapelle comporte quatre dalles donnant chacune accès à un caveau : une de ces dalles a été remplacée par une vitre qui permet de voir les restes de cercueils et d'ossements.

#### Chapelles situées à l'ouest
Depuis l'entrée en se dirigeant vers l'abside on rencontre successivement sur la gauche les trois chapelles suivantes :

##### Chapelle Saint-Joseph
Contre le mur ouest de cette chapelle (repère F) un retable à deux colonnes torsadées encadre un tableau anonyme (repère 12) représentant la Sainte Famille avec, au centre, la Vierge et l'enfant Jésus, à gauche, saint Joseph et, à droite, saint Joachim, mari de sainte Anne et père de la Vierge. Au premier plan, à droite, un ange prosterné offre un panier de fleurs et de fruits à l'enfant Jésus. En arrière-plan, un navire est représenté arborant un drapeau à trois fleurs de lys. À droite de ce retable sont exposés un reliquaire en bois représentant saint Louis d'Anjou et une statue en plâtre de saint Roch. Sur le mur sud est exposée une toile (repère 11) de la fin du XVIIe siècle représentant sainte Cécile jouant de l'orgue. À droite est représentée sainte Marie-Madeleine avec un vase à parfum. Enfin dans le mur nord une vitrine abrite une statue en plâtre de la Vierge.

##### Chapelle deNotre-Dame du Rosaire

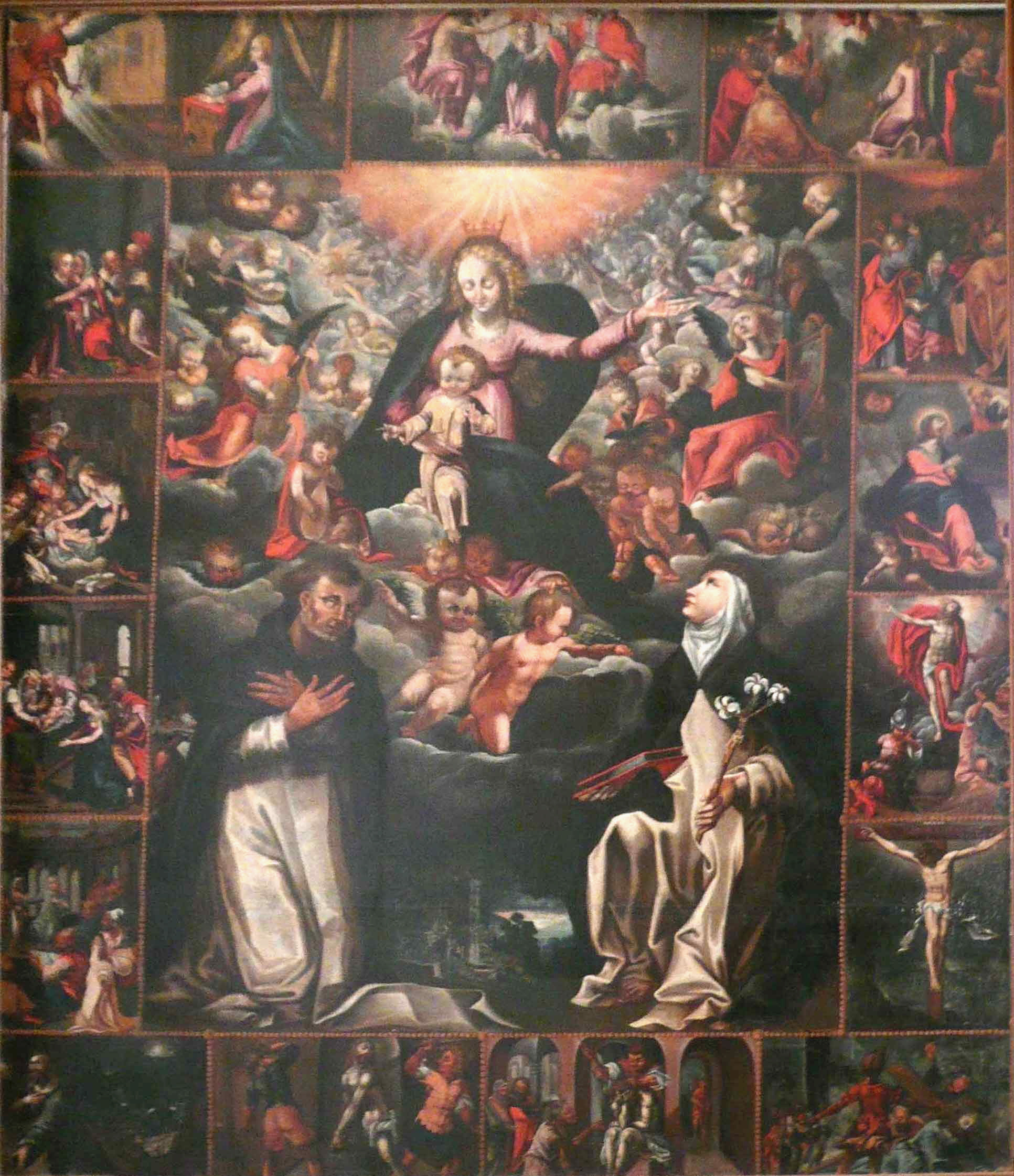
Anonyme, Madone du Rosaire (XVIIe siècle).

Dans cette chapelle (repère G) on trouve sur le mur nord un tableau (repère 14) représentant la Madone du Rosaire et sur le mur sud une autre toile (repère 13) ayant pour thème une Descente de croix.
- La Madone du Rosaire, tableau anonyme de 2,80 m de haut et 2,50 m de large, est une œuvre classée monument historique[33]. Au centre, la Vierge avec l'enfant Jésus est représentée au milieu d'anges musiciens avec en bas à gauche saint Dominique, fondateur de l'ordre des dominicains, et à droite sainte Catherine de Sienne. Tout autour sont disposés quinze médaillons représentant les mystères du rosaire ; on reconnait en haut dans le coin gauche l'Annonciation, puis dans le sens inverse des aiguilles d'une montre, la Visitation, la Nativité, la présentation de Jésus au Temple, Le recouvrement de Jésus au Temple, l'agonie de Jésus, la flagellation, le couronnement d'épines, le portement de Croix, la mort de Jésus, la Résurrection, l'Ascension, la Pentecôte, Assomption et le couronnement de la Vierge.
- La Descente de croix, classé monument historique[34], est un tableau de 2,48 m de haut et de 2,10 m de large peint par François Van Der Stella. Sur la traverse de la croix, Joseph descend le corps du Christ avec, à gauche, Nicomède, tandis qu'un autre personnage à droite décloue un bras du Christ. Au pied de la croix se trouvent, de gauche à droite, saint Elme vêtu en évêque, la Vierge Marie, Marie Madeleine tenant le linceul et saint Eutrope[35].

##### Chapelle Sainte-Anne
Sur le mur nord de cette chapelle (repère H), un retable (repère 17) à colonnes encadre un tableau anonyme du XVIIIe siècle représentant la Sainte Famille : à gauche sainte Anne offre un fruit à l'enfant Jésus assis sur les genoux de la Vierge tandis que saint Jean-Baptiste joue avec lui ; en arrière sainte Élisabeth regarde la scène.
Sur le mur sud (repère 15), un tableau du XVIIIe siècle de Charles Pierret représente également la Sainte Famille : au centre l'enfant Jésus avec à gauche la Vierge, à droite sainte Anne offrant un bateau au nouveau-né, à l’extrême gauche saint Jean-Baptiste, et à droite sainte Anne.
Sur le mur ouest (repère 16) sont présentés deux petits tableaux anonymes dont un du XVIIIe siècle représentant une Nativité et classé monument historique ainsi que deux bustes reliquaires en noyer représentant sainte Anne et saint Honorat.

##### Vitraux duXXIesiècle

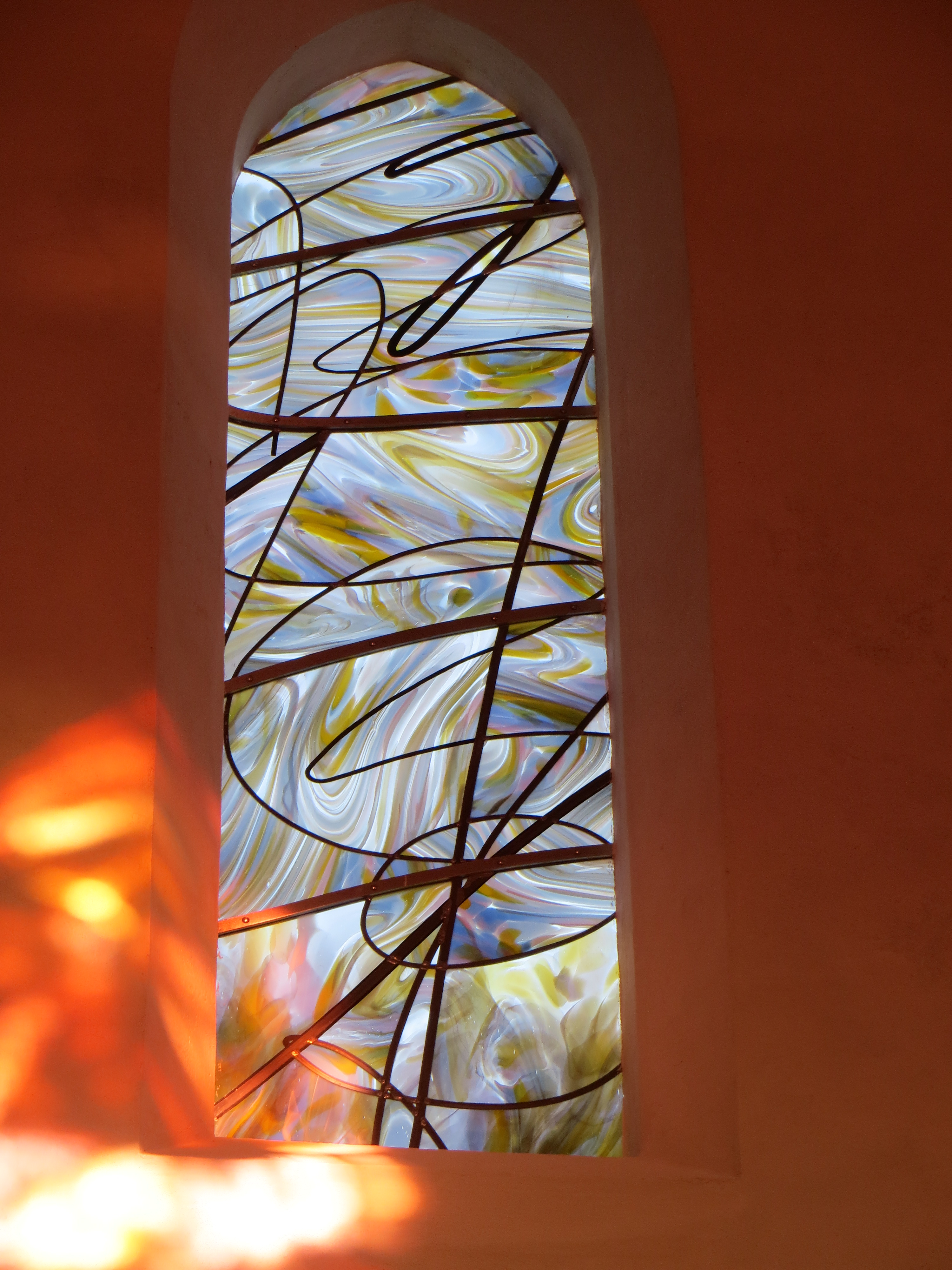
Vitrail de Carlo Roccella.

En 2014, dans le cadre de la restauration générale de l'église, la réalisation de l'ensemble des vitraux a été confiée à l'artiste suisse Adrian Schiess. Les vitraux contemporains, réalisés par l'atelier du maître verrier Carlo Roccella, ont été créés avec des verres soufflés inventés pour l'occasion sur des armatures métalliques inox découpées au laser. 